# تور جهانی کجا می‌ریم؟
تور جهانی کجا می‌ریم؟ (به انگلیسی: Where Do We Go? World Tour) پنجمین تور کنسرت در دست اقدام توسط خواننده آمریکایی بیلی آیلیش است که برای پشتیبانی و حمایت از اولین آلبوم استودیویی‌اش، وقتی همه می‌خوابیم، کجا می‌ریم؟ (۲۰۱۹) انجام شده‌است. این تور در ۹ مارس ۲۰۲۰ در میامی، فلوریدا در امریکن ایرلاینز آرینا آغاز شد و قرار بود در ۷ سپتامبر ۲۰۲۰ قبل از اینکه آیلیش همه برنامه‌ها را به دلیل دنیاگیری کروناویروس به تعویق اندازد، در جاکارتا، اندونزی پایان یابد.

## فهرست مجموعه
این فهرست مجموعه از کنسرت ۹ مارس ۲۰۲۰ در میامی است و قرار نیست که فهرست نمایش تمام تاریخ‌های تور باشد.
1. «به‌خاک‌سپردن یک دوست»
2. «باید مرا با تاج ببینی»
3. "My Strange Addiction"
4. «چشم‌های اقیانوسی»
5. "Copycat"
6. "When I Was Older"
7. "۸"
8. «کاش گی بودی»
9. «Xanny»
10. "The Hill" (بازخوانی مارکتا ایرگلووا)
11. «دوست داشتنی»
12. «قبل از رفتنم گوش کن»
13. "I Love You"
14. "Ilomilo"
15. «دل‌درد»
16. "Idontwannabeyouanymore"
17. «زمانی برای مردن نیست»
18. «وقتی مهمونی تموم میشه»
19. «همه‌ی دخترای خوب میرن به جهنم»
20. «هرچیزی که می‌خواستم»
21. «مرد بد»
22. «خداحافظ»